# Rożyńsk Mały
Rożyńsk Mały (Duits: Klein Rosinsko; 1938-1945: Bergershof) is een plaats in het Poolse woiwodschap Ermland-Mazurië, in het district Gołdapski. De plaats maakt deel uit van de stad- en landgemeente Gołdap en telt 200 inwoners.